# Resolução 163 do Conselho de Segurança das Nações Unidas
Resolução 163 do Conselho de Segurança das Nações Unidas, foi aprovada em 9 de junho de 1961, após a Resolução 1603 da Assembleia Geral declarando Angola Portuguesa um território não-autônomo, o Conselho reafirmou que a resolução convocou Portugal a agir de acordo com os termos. O Conselho apelou para Portugal desistir de medidas repressivas e ampliar todas as funcionalidades para a Sub-Comissão sobre a Situação na Angola, nomeado nos termos da resolução da Assembleia Geral, bem como expressar a esperança de que será encontrada uma solução pacífica e solicitou um relatório da Sub-Comissão ao Conselho e a Assembleia Geral, o mais rápido possível.
Um certo número de Estados membros expressaram preocupação com a situação dos direitos humanos em Angola, incluindo a negação do direito à autodeterminação, massacres e a repressão armada do povo angolano. Representantes de Portugal, Índia, Gana, Congo (Léopoldville), Congo (Brazzaville), Nigéria, Mali, Etiópia e Marrocos foram convidados a participar das reuniões.
Foi aprovada com 9 votos, e duas abstenções da França e do Reino Unido.